# Кортес, Альберто Антон
Альберто Антон Кортес (исп. Alberto Antón Cortés, 1 сентября, 1958, Мартос) — испанский дипломат, бывший Чрезвычайный и Полномочный Посол Испании в Казахстане.

## Биография
Юрист по образованию в 1985 году поступил на дипломатическую службу.
В различные годы работал в представительствах Испании в Танзании, Мексике, Марокко и Постоянном Представительстве Испании при Европейском Союзе.
С 2002 по 2005 год работал в Посольстве Испании в Тунисе.
С 2005 по 2008 год занимал пост вице-президента по юридическим и консульским вопросам.
С октября 2008 по 12 июня 2012 год — Чрезвычайный и Полномочный Посол Испании в Казахстане.